# گزین‌طوطی اقیانوسی
گزین‌طوطی اقیانوسی (Eclectus infectus) یک گونه طوطی منقرض‌شده است که در تونگا، وانواتو و احتمالاً در فیجی یافت شده است. نزدیک‌ترین خویشاوند زنده آن گزین‌طوطی‌ها (Eclectus roratus sensu lato) است که بال‌های نسبتاً بزرگ‌تری نسبت به گزین‌طوطی اقیانوسی دارد. مواد فسیلی کشف‌شده در نوامبر ۱۹۸۹ در نهشته‌های پلیستوسن پسین و هولوسن در ائوآ، لیفوکا، اوئیها و وانوآتو و در سال ۲۰۰۶ توسط دیوید ویلیام استدمن شرح داده شد، شامل یک استخوان ران کامل، پنج زند زبرین، یک استخوان چارکی، یک فک پایین، یک مفصل غرابی، جناغ، دو استخوان بازو، دوزند زیرین، دو استخوان ساق پا، استخوان مچی، استخوان مچی‌کفی، و سه انگشت پا بود.

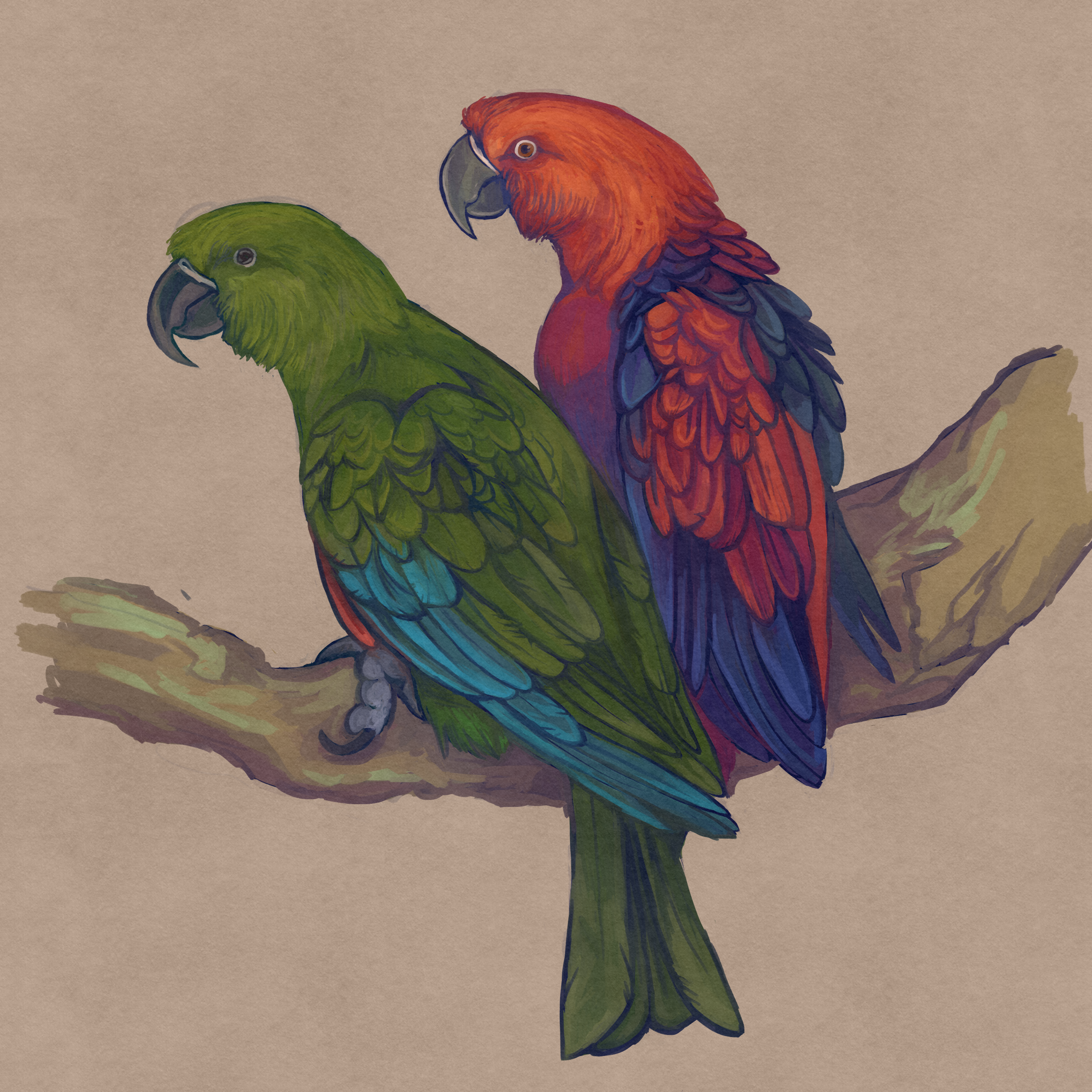
بازسازی یک نر و ماده